# 阔嘴鸟属
阔嘴鸟属（意為「寬闊的嘴」），是阔嘴鸟科的一属。属下共有4种鸟类。
属下物种有：
- 米沙岛阔嘴鸟
- 斑阔嘴鸟
- 黑黄阔嘴鸟
- 肉垂阔嘴鸟